# Laura Ibáñez
Laura Ibáñez Wilson (Madrid; 31 de diciembre de 1989) es una actriz española conocida por su papel de Gema en HKM.

## Biografía
Actriz madrileña  con raíces escocesas que debutó en la televisión con la serie HKM, en la que participó como Gema, la mejor amiga de la protagonista (Ana Rujas) y novia de Teo (Jaime Terrón, líder de Melocos). Tras los bajos índices de audiencia, la cadena de televisión Cuatro y la productora decidió terminar con la serie que le dio fama a Laura. Esperaron a acabar con todos los capítulos grabados para sacarla de la parrilla. Tras HKM, Laura inició un nuevo proyecto en Los protegidos y también participó en un capítulo de  Aída.

## Filmografía

### Series de televisión
- Aída (2010).... como Sara (Episodio 131)
- Los protegidos (2010–2011).... como Covadonga
- HKM (2008-09).... como Gema